# Big Fish & Begonia
Big Fish & Begonia (título original:Da Yu Hai Tang) es una película de animación china de fantasía coproducción entre China y Corea del Sur, producida, escrita y dirigida por Liang Xuan y Zhang Chun. Fue estrenada tanto en formato 2D como en 3D en China por Enlight Media el 8 de julio de 2016.

## Argumento
En un reino místico que existe debajo del mundo humano, poblado por seres de poder mágico, una niña llamada Chun participa en un ritual de llegada a la madurez donde es transportada a través de un portal de agua para experimentar el mundo humano en forma de un delfín rojo por una semana. Allí, se encuentra con un niño que vive junto al mar y venera a las criaturas acuáticas. Durante una tormenta, Chun se enreda en una red de pesca cerca de la casa del niño, y el niño se ahoga mientras la libera de la red. Chun regresa a su mundo, llevándose la ocarina del niño con ella.
Chun negocia con el Guardián de las Almas, un residente de su mundo que colecciona almas virtuosas y abandonadas del mundo humano, devolverle la vida al niño. El Guardián toma la mitad de su vida a cambio de regresar el alma del niño, que se ha manifestado en este mundo en la forma de un bebé delfín. Él le aconseja que debe alimentar al delfín hasta la edad adulta para devolver el alma del niño al mundo humano. Qiu, amigo de la infancia de Chun, descubre su empresa; dado que los seres del mundo humano están prohibidos, él promete ayudarla a mantener su tarea en secreto. Juntos, nombran al delfín Kun, como el pez enorme de una leyenda.
La madre de Chun pronto encuentra a Kun y lo arroja a la alcantarilla. Mientras buscan a Kun, Chun y Qiu se encuentran con la Gran Madre Rata, que recoge las almas de los pecadores del mundo humano, que se manifiestan en forma de ratas. Ella se interesa por el delfín y convoca a sus ratas para que lo recuperen de la alcantarilla.
Más tarde, Chun y Qiu logran llevarse a Kun antes de que los aldeanos lo descubran. En su búsqueda de un nuevo hogar para el delfín, Qiu es mordido por una serpiente de dos cabezas. El abuelo de Chun atrae el veneno hacia su propio cuerpo para salvar la vida de Qiu. Antes de sucumbir al veneno, él le confía que la apoyará en su tarea incluso en la muerte. Después de su muerte, su alma se manifiesta en forma de un árbol de begonia.
A medida que el mundo de Chun comienza a experimentar lluvias torrenciales y nevadas poco naturales, su familia y los ancianos locales se dan cuenta de que la continua presencia de Kun ha causado estos fenómenos. Una noche, después de que Chun le confesara a Qiu que había cambiado la mitad de su vida útil, Qiu recibió una advertencia de la matrona de ratas para que ocultara a Kun. Pone a Kun en un lago helado para salvar a Chun de la persecución, pero Chun se zambulle tras Kun. La Madre de las Ratas llama a sus ratas para recuperar a Chun y Kun del agua helada, y toma la ocarina de Chun, la que planea usarlpara asegurar su propio paso al mundo humano.
Mientras Chun continúa vigilando a Kun, Qiu visita al guardián del alma para negociar su propia vida por el regreso de Chun. El Guardián de las Almas exige toda su vida como forma de pago, mientras advierte que Chun aún morirá independientemente de cuando Kun regrese al mundo humano. El Guardián de las Almas le revela a Qiu cómo salvar a Chun de este destino.
Los residentes del mundo de Chun se reúnen para matar a Kun y evitar más calamidades. Qiu llega y realiza el ritual para abrir un portal al mundo humano, pero Kun no puede atravesarlo, mientras llega la matrona de la rata y usa la ocarina para pasar por el portal. Los agujeros en el cielo comienzan a abrirse incontrolablemente, inundando el mundo de Chun con agua de mar del mundo humano.
A Chun se le recuerda que sus acciones para salvar a Kun están condenando a las personas de su propio mundo; ella trata de ayudarlos a evacuar de la inundación, pero es rechazada por todos, incluida su madre. Como último recurso, Chun se sacrifica, fusionando su cuerpo con el árbol de begonia de su abuelo para crecer hasta proporciones colosales, tapando los agujeros en el cielo y salvando a todos de la inundación.
Kun rompe una rama del árbol de begonia y trae al Guardián de Almas que restaura la vida de Chun. El Guardián la hace peregrinar para devolver a Kun a su mundo; en el camino, encuentran a Qiu, quien se les une pero abrumado al saber que están pasando su última noche juntos, no puede expresar sus sentimientos hacia ella.
Al día siguiente, Chun se despide del Kun cuando Qiu abre un último portal para su regreso. Al mismo tiempo, Qiu, siguiendo las instrucciones del Guardián de las Almas, lanza un hechizo que enviará a Chun al mundo humano mientras lo mata al ponerlo en fuego mágico. Mientras él se quema, Qiu le dice que cuando vea el viento y la lluvia, piense en él y él estará con ella siempre. Chun se transforma en un delfín rojo, lo que le permite seguir a Kun a través del portal.
En una orilla del mar en el mundo humano, Kun y Chun bajan a tierra en sus formas humanas. Cuando Kun vuelve en sí, ve a Chun ofreciéndole la mano.
En una escena de créditos medios, el Guardián de las Almas restaura a Qiu de sus cenizas y declara a Qiu su sucesor, revelando el verdadero costo del sacrificio de Qiu para Chun.